# Karl Müller (astrónomo)
Karl Müller (1866-1942) fue un funcionario del gobierno austriaco y astrónomo aficionado, conocido por su trabajo sobre la nomenclatura lunar para la UAI publicado en 1935.

## Semblanza
Müller colaboró con la astrónoma británica Mary Adela Blagg en la estandarización de la nomenclatura de las formaciones de la Luna para la Comisión Lunar de la nuevamente formada Unión Astronómica Internacional. Junto con Blagg produjo un trabajo en dos volúmenes finalizado en 1935, titulado "Named Lunar Formations" (Formaciones Lunares Nombradas), publicación que se convertiría en una referencia estándar sobre el tema.

## Eponimia
- El cráter lunar Müller lleva este nombre en su memoria.[2]